# Enrico Diamantini
Enrico Diamantini (Fano, 4 aprile 1993) è un pallavolista italiano, centrale del Cisterna.

## Carriera
La carriera di Enrico Diamantini inizia nelle giovanili dell'Associazione Sportiva Volley Lube di Macerata, con cui vince un campionato italiano under 20. Durante questo periodo riceve diverse convocazioni dalla nazionale under 20 italiana, con la quale vince la medaglia d'oro al campionato europeo under 20 2012, e da quella under 21, aggiudicandosi la medaglia di bronzo al campionato mondiale under 21 2013.
Nella stagione 2010-11 viene aggregato saltuariamente alla prima squadra, pur senza mai scendere in campo. Rimane nella squadra marchigiana fino al 2013, con un anno di prestito all'Appignano Volley, con cui disputa un campionato di Serie B1.
Inizia l'annata 2013-14 con la Pallavolo Atripalda, ma l'esclusione della società irpina dal campionato di Serie A2 lo porta ad accasarsi, a partire da dicembre, alla Pallavolo Molfetta, in Serie A1. L'esordio nel massimo campionato italiano avviene alla seconda giornata di andata contro la Pallavolo Città di Castello.
Torna quindi in serie cadetta per la stagione 2014-15, ingaggiato dal Volley Potentino; nel 2015 ottiene le prime convocazioni nella nazionale maggiore. Nell'annata 2015-16 è nuovamente in Serie A1, difendendo i colori della Pallavolo Padova, in quella 2016-17 è nella Callipo Sport di Vibo Valentia, e in quella 2017-18 nel Gruppo Sportivo Porto Robur Costa di Ravenna, con cui vince la Challenge Cup 2017-18; con la nazionale conquista la medaglia d'oro ai XVIII Giochi del Mediterraneo.
Per il campionato 2018-19 si accasa nuovamente alla Lube, sempre in Serie A1, con cui vince tre scudetti, la Champions League 2018-19, il campionato mondiale per club 2019 e due Coppe Italia. Nella stagione 2024-25 veste la maglia del Cisterna, sempre in Superlega.

## Palmarès

### Club
- Campionato italiano: 3

2018-19, 2020-21, 2021-22
- Coppa Italia: 2

2019-20, 2020-21
- Campionato mondiale per club: 1

2019
- Champions League: 1

2018-19
- Challenge Cup: 1

2017-18

### Nazionale (competizioni minori)
- Campionato europeo under 20 2012
- Campionato mondiale under 21 2013
- Giochi del Mediterraneo 2018